# КК Карпош Соколи
КК Карпош Соколи je македонски кошаркашки клуб из Скопља.

## Историја
КК Карпош је основан 31. децембра 1996. године. Од сезоне 2000/01. се такмичи у Првој лиги Македоније, а тада је имену клуба додато и Соколи - име познате кошаркашке академије у Северној Македонији. Од тада је званичан назив клуба Карпош Соколи 2000. Од сезоне 2012/13. Општина Карпош је почела да финансира клуб, а од маја 2015. је постала и један од сувласника клуба. Од тада клуб почиње из сезоне у сезону да бележи све боље резултате. У сезони 2015/16. клуб је забележио највеће успехе до тада - пласман у финале домаћег купа и у полуфинале домаћег првенства. У сезони 2016/17. играли су у Јадранској лиги. Исте сезоне су остварили највећи успех освајањем националног купа.

## Успеси

### Национални
- Првенство Македоније:
  - Вицепрвак (1): 2017.

- Куп Македоније:
  - Победник (1): 2017.
  - Финалиста (1): 2016.

## Познатији играчи
- Крис Ворен
- Урош Дувњак
- Драган Зековић
- Драган Лабовић
- Доминик Мавра
- Страхиња Милошевић
- Филип Шепа